# 希爾夏爾普峰
46°31′59.3″N 9°9′15″E / 46.533139°N 9.15417°E
希爾夏爾普峰（Chilchalphorn），是瑞士的山峰，位於該國東南部，由格勞賓登州負責管轄，屬於勒蓬廷阿爾卑斯山脈的一部分，海拔高度3,040米，每年平均降雨量1,851毫米。

## 外部連結
- Chilchalphorn on Hikr （页面存档备份，存于）